# Idries Shah
Pour les articles homonymes, voir Shah (homonymie).
Œuvres principales
- Les Soufis
- Le Moi dominant
- Les subtilités de l'inimitable Mulla Nasrudin
- Les exploits de l'incomparable Mulla Nasrudin
- Penseurs de l'Est
- Apprendre à apprendre
- The Way of the Sufi
- Reflections
- Kara Kush

Compléments
Idries Shah (persan : ادریس شاه, ourdou : ادریس شاه, hindi : इदरीस शाह), né le 16 juin 1924 à Simla et mort le 23 novembre 1996 à Londres, également connu sous le nom d’Idris Shah, né Sayed Idries el-Hashimi (Arabe : سيد إدريس هاشمي) et sous le pseudonyme d’Arkon Daraul, est un écrivain britannique et enseignant de la tradition soufie. Il a écrit plus de trois douzaines de livres sur des sujets partant de la psychologie et la spiritualité et allant jusqu’aux carnets de voyage et études culturelles.
Né en Inde et descendant d’une noble famille afghane, Shah grandit principalement en Angleterre. Ses premiers écrits se rapportent à la magie et à la sorcellerie. En 1960, il ouvre une maison d’édition, Octogon Press, distribuant des traductions des classiques soufis ainsi que ses propres productions. Les Soufis (The Sufis), son œuvre-phare, parait en 1964 et est bien accueilli au niveau international. En 1965, Shah fonde l’Institut pour la recherche culturelle (Institute for Cultural Research (en)), une association caritative et pédagogique basée à Londres et consacrée à l’étude de la culture et du comportement humain. Une organisation similaire, l’Institut pour l’étude de la connaissance humaine (Institute for the Study of Human Knowledge (en) ; ISHK), existe aux États-Unis, sous la direction du professeur en psychologie Robert Ornstein (en) de l’Université Stanford, nommé par Shah comme son représentant aux États-Unis.
Dans ses travaux, Shah présente le soufisme comme une forme universelle de sagesse précédant l’islam. Il insiste sur le fait que le soufisme n’est pas une chose statique, mais toujours en adaptation constante au lieu, au temps et aux personnes concernées. C’est ainsi qu’il formule ses enseignements en reprenant les termes de la psychologie occidentale. Shah fait également un usage abondant des paraboles et des histoires pédagogiques (en) traditionnelles ; des textes aux multiples pistes de lecture élaborés dans le but de stimuler une vision et une auto-réflexion chez le lecteur. Peut-être est-il plus connu pour ses collections d’histoires drôles figurant le Mulla Nasrudin.
Shah a parfois été critiqué par certains orientalistes remettant en question ses qualifications et son parcours [citation requise]. Son rôle dans la controverse entourant la nouvelle traduction des Rubaïyat (quatrains) d’Omar Khayyâm, publiée par son ami Robert Graves et son grand-frère Omar Ali-Shah, a été passé au crible. Mais c’était sans compter ses défenseurs remarquables ; la première étant l’écrivaine Doris Lessing. Shah fut finalement reconnu comme le porte-parole du soufisme en Occident et participa à des conférences en tant que professeur-invité à un certain nombre d’universités occidentales. Ses travaux ont joué un grand rôle dans la présentation du soufisme comme une forme individualiste de sagesse spirituelle et non nécessairement reliée à une religion en particulier.

## Enfance
Idries Shah est né à Simla, en Inde, d’un père indien-afghan, Sirdar Ikbal Ali Shah (en), écrivain et diplomate, et d’une mère écossaise, Saira Elizabeth Luiza Shah (en). Sa famille paternelle appartient aux Sayyid Mousavi (en). Leur foyer ancestral se situe près des jardins de Paghman à Kaboul. Son grand-père paternel, Sayed Amjad Ali Shah, était le nawab de Sardhana dans l’État de l’Uttar Pradesh, situé au nord de l’Inde, un titre hérité par la famille grâce aux services qu’un ancêtre, Jan-Fishan Khan (en), avait rendu aux Anglais,.
Shah grandit en majeure partie près de Londres. D’après L. F. Rushbrook Williams (en), Shah a commencé à accompagner son père lors de ses voyages dès son très jeune âge. Même s’ils voyageaient beaucoup et loin, ils retournaient toujours en Angleterre où leur famille a vécu pendant de nombreuses années. Grâce à ces voyages, qui faisaient souvent partie du travail soufi d’Ikbal Ali Shah, Shah a pu rencontrer et passer du temps avec des hommes d’état importants et des personnalités distinguées d’Orient et d’Occident. Williams écrit :« Une telle éducation fournit à un jeune homme doté d’une intelligence remarquable, qu’Idries Shah s’est vite avéré posséder, de nombreuses opportunités d’acquérir une vision véritablement internationale ; une vue étendue ; et la connaissance de personnes et de lieux que tout diplomate professionnel d’un âge plus avancé et ayant une plus grande expérience pourrait bien envier. Mais une carrière de diplomate n’attirait pas Idries Shah... »
Shah décrit son éducation peu conventionnelle sur la BBC dans un entretien avec Pat Williams en 1971. Il y raconte comment son père, son grand cercle d’amis et de famille ont toujours tenté d’exposer les enfants à « une multitude d’impacts » et à un grand éventail de contacts et d’expériences avec l’intention de créer un individu équilibré. Shah en parle comme « l’approche soufie » de l’éducation.
Après que sa famille a déménagé de Londres à Oxford en 1940 pour échapper au Blitz (bombardement allemand), il passe deux ou trois ans au lycée d’Oxford. En 1945, il accompagne son père en Uruguay en tant que secrétaire pour la mission de son père en rapport avec la viande halal,. Il rentre en Angleterre en octobre 1946, à la suite d'allégations d’affaires impropres,.

### Livres sur la magie et l’occulte
Les premiers écrits de Shah sont des études de ce qu’il appelait des “croyances minoritaires”. Son premier livre, Oriental Magic (en) (Magie d’Orient), publié en 1956, était censé s’intituler Considerations in Eastern and African Minority Beliefs (Études des croyances minoritaires de l’Est et d’Afrique). En 1957, il continue avec La tradition secrète de la magie : Livre des sorciers, précédemment intitulé De la littérature sur les croyances minoritaires européennes. Selon un contributeur à une publication honorifique dédiée à Shah en 1973, le titre de ces livres a été modifié avant publication dû aux « exigences des pratiques commerciales de l’édition ».
Avant sa mort en 1969, le père de Shah déclara que la raison pour laquelle lui et son fils ont publié des livres au sujet de la magie et de l’occulte était « afin de prévenir de possibles reprises ou croyances populaires de ce non-sens par un certain nombre de personnes. Mon fils (...) a finalement terminé cette tâche, en accomplissant pendant plusieurs années des recherches qui ont abouti à la publication deux livres considérables à ce sujet. »
Dans un entretien pour Psychology Today datant de 1975, Shah développe :

« Le principal objectif de mes livres sur la magie était de rendre disponible ce matériel au lecteur lambda. Pendant trop longtemps les gens ont cru qu’il existait des livres secrets, des endroits cachés et des choses étonnantes. Ils s’agrippaient à ces informations comme à quelque chose avec lequel s’effrayer. Donc, le premier but était d’informer. Voici la magie d’Orient et d’Occident. C’est tout. Rien de plus. Le deuxième objectif de ces livres était de montrer qu’il semble bien exister des forces ; certaines d’entre elles étant soit rationalisées par cette magie soit issues de cette magie ; qui n’ont pas cours au sein de la physique habituelle ou des expériences des gens ordinaires. Je pense que cela devrait être étudié, que nous devrions réunir les données et analyser ce phénomène. En quelque sorte, il nous faut séparer la chimie de la magie, de l’alchimie. »

Shah poursuit en avançant que ses livres sur le sujet n’ont pas été écrits pour les adeptes actuels de la magie et de la sorcellerie, et que, en réalité, il devait par la suite éviter ces derniers, car ils n’étaient que déçus par ce qu’il avait à en dire.
Ces livres ont été suivis par la publication du carnet de voyage Destination Mecca (en) (1957), qui fut présenté à la télévision par David Attenborough. Destination Mecca et Oriental Magic contiennent des sections au sujet du soufisme,.

### Liens d’amitié avec Gerald Gardner et Robert Graves, et publication deThe Sufis
Vers la fin des années 1950, Shah entre contact avec les cercles wiccans londoniens ; puis il assume, pour un temps, la fonction de secrétaire et compagnon de Gerald Gardner, le fondateur de la Wicca moderne,. Durant cette période, chaque mardi soir, Shah se trouve en compagnie de quiconque s’intéresse au soufisme à une table du restaurant Cosmo au Swiss Cottage (Nord de Londres).
En 1960, Shah fonde sa propre maison d’édition, Octogon Press (en) ; l’une de ses premières sorties est la biographie de Gerald Gardner ; intitulée : Gerald Gardner, Witch (Gerald Gardner, sorcier). Attribué à l’un des disciples de Gardner, Jack L. Bracelin (en), le livre est en réalité rédigé par Shah,.
D’après Frederic Lamond, le nom de Bracelin fut utilisé par Shah car « il ne voulait pas confondre ses étudiants soufis en se voyant associé à une tradition ésotérique. » Lamond raconta que Shah semblait avoir été en quelque sorte déçu par Gardner, et lui dit un jour, alors qu’ils buvaient le thé :
« Lorsque je m’entretenais avec Gerald, j’aurais parfois voulu être un journaliste du News of the World. Quel merveilleux matériel pour un exposé ! Et pourtant, je sais de source sûre que ce groupe sera la pierre angulaire de la religion de l’âge à venir. Mais, de façon rationnelle, je n’arrive pas à le voir ! »
En janvier 1961, lors d’un voyage à Majorque avec Gardner, Shah rencontre le poète anglais Robert Graves. Shah écrit à Graves depuis sa résidence à Palma, lui demandant l’occasion de le « saluer un jour avant très longtemps ». Il ajoute qu’il est en train d’effectuer des recherches sur les religions extatiques, et qu’il a « assisté (…) à des expériences conduites par des sorciers en Angleterre, avec ingestion de champignons et ainsi de suite » - un sujet qui intéresse Graves depuis un certain temps,.
Shah raconte également à Graves qu’il est « profondément inquiet en ce moment de l’avenir de la connaissance extatique et intuitive. » Graves et Shah deviennent rapidement bons amis et confidents. Graves aime à soutenir la carrière d’écrivain de Shah et l’encourage à publier un traité qui fera autorité, sur le soufisme pour un public occidental, ainsi que sur les moyens pratiques pour son étude ; et qui deviendra un jour The Sufis (en). Shah réussit à obtenir une avance considérable pour son livre, résolvant des difficultés pécuniaires temporaires.
En 1964, The Sufis apparaît, publié par Doubleday, avec une longue introduction de Robert Graves. Ce livre rapporte en détail l’influence du soufisme sur le développement de la civilisation et de la tradition occidentales depuis le VIIe siècle jusqu’à ce jour ; à travers les travaux de personnalités telles que Roger Bacon, Jean de la Croix, Raymond Lulle, Chaucer et d’autres, et devient un classique. Comme les autres livres de Shah sur le sujet, The Sufis évite remarquablement une terminologie qui pourrait lier son interprétation du soufisme à l’Islam traditionnel.
Ce livre emploie également un style délibérément « dispersé » : Shah écrit à Graves que son but est de « déconditionner les gens, et de prévenir leur reconditionnement » ; s’il en eut été autrement, il aurait pu faire usage d’une forme d’exposition plus conventionnelle. Le livre se vend peu au début, et Shah investit une somme considérable de son argent dans le but de le promouvoir. Graves lui dit de ne pas s’inquiéter, et ce, même s’il a quelques doutes sur l’écriture, et se sent blessé par le fait que Shah refuse qu’il relise le texte avant publication. Il dit avoir été « si fier de participer à sa publication », et affirme à Shah que c’est un « livre merveilleux, qui sera reconnu en tant que tel d’ici peu. Laisse-le trouver son propre public ; celui qui entendra ta voix se propager, pas ceux envisagés par Doubleday.
L’introduction rédigée par Graves, avec l’aide de Shah, décrit Shah comme faisant partie de « la lignée masculine des descendants du prophète Mohammed » et comme ayant hérité des « mystères et secrets des Califes, ses ancêtres. En effet, il est un Grand Sheikh de la Tariqa (voix soufie)… » Pourtant, dans une communication privée à un ami, Graves confie que cela « induit en erreur : il est l’un des nôtres, et non un personnage musulman. »
L.P. Etwell-Sutton, universitaire d’Edimbourg, s’exprimant dans une critique de 1975 de ce qu’il appelait les « pseudo-soufis » comme Gurdjieff et Shah, fit remarquer que Graves avait tenté de « surclasser la lignée plutôt ordinaire » de Shah. Il déclare que la référence à la lignée masculine des descendants de Mahomet était une « gaffe plutôt malheureuse », du fait que les fils de Mahomet étaient tous morts étant enfants. Bien qu'Elwell-Sutton accepte que la famille de Shah appartienne aux Sayyid, descendants du septième imam Musa al-Kadhim, l’arrière-arrière-petit-fils de Hussein ibn Ali, qui était le plus jeune fils du mariage de Fatima (la fille du prophète Mahomet) et de Alī ibn Abī Ṭālib ; il considère cela comme une « descendance ordinaire”, dépourvue de sainteté particulière car « les sayyids prolifèrent à travers le monde islamique, de tous bords de la société et de toutes parts de toutes religions et politiques. », L’introduction n’est pas incluse dans les éditions du livre de l’Octogon Press après 1983 mais a toujours fait partie des éditions Anchor/Doubleday.

### John G. Bennett et le lien Gurdjieff
En juin 1962, quelques années après la publication de The Sufis, Shah a également établi un contact avec les membres du mouvement formé autour des enseignements mystiques de Gurdjieff et d’Ouspensky,. Un article de presse parait décrivant la visite de l’auteur à un monastère d’Asie Centrale, où des méthodes remarquablement similaires à celles de Gurdjieff étaient apparemment enseignées. Il est sous-entendu que ce monastère, par ailleurs non attesté, a un représentant en Angleterre. L’un des premiers élèves d’Ouspensky, Reggie Hoare, qui a fait partie du travail de Gurdjieff depuis 1924, prend contact avec Shah à travers cet article. Hoare « attachait une importance particulière à ce que Shah lui avait dit au sujet du symbole de l’Ennéagramme et disait que Shah lui avait révélé des secrets à ce propos qui allaient bien au-delà de ce qu’il avait entendu par Ouspensky. » À travers Hoare, Shah est présenté aux autres Gurdjieffiens, y compris John G. Bennet, un élève notable de Gurdjieff et fondateur de l’Institute for the Comparative Study of History, Philosophy and the Sciences (Institut pour l’étude comparative de l’histoire, de la Philosophie et des sciences) situé à Coombe Springs, une propriété d'environ 3 hectares (28 000 m2) à Kingston upon Thames, Surrey.
À cette époque, Bennet a déjà recherché les origines soufies de beaucoup des enseignements de Gurdjieff, se basant à la fois sur les nombreuses déclarations de Gurdjieff, et sur ses propres voyages en Orient où il rencontra divers Sheikhs soufis. Il est convaincu que Gurdjieff a adopté beaucoup des idées et techniques des soufis et que, pour ceux qui avaient assisté aux conférences de Gurdjieff au début des années 1920, « l’origine soufie de ses enseignements était facilement reconnaissable par quiconque avait étudié les deux. »
Bennet écrit au sujet de sa première rencontre avec Shah dans son autobiographie Witness (1974) :

« Au début, j’étais sur mes gardes. J’avais tout juste décidé d’avancer seul et désormais un autre « maître » apparaissait. Une ou deux conversations avec Reggie m’avait convaincu que je devais au moins voir par moi-même. Elizabeth et moi sommes allés diner avec les Hoare pour rencontrer Shah, qui s’est révélé être un jeune homme au début de sa quarantaine. Il parlait un anglais impeccable et, hormis sa barbe et quelques-uns de ses gestes, il aurait pu être pris pour un anglais issu d’une école privée. Notre première impression fut défavorable. Il était agité, fumait sans cesse et semblait trop vouloir faire bonne impression. Au milieu de la soirée, notre attitude avait complètement changé. Nous reconnaissions qu’il était non seulement un homme extraordinairement doué, mais qu’il avait également un je-ne-sais-quoi, la marque de quelqu’un qui a sérieusement travaillé sur lui-même… Connaissant Reggie comme un homme très attentif, entrainé de surcroît à évaluer les informations durant plusieurs années aux services des renseignements, j’acceptai ses assurances et également sa croyance que Shah avait une mission très importante en Occident que nous devions l’aider à accomplir. » »

Shah donna à Bennet une « Déclaration du Peuple de la Tradition » (Declaration of the People of the Tradition) et l’autorisa à la partager avec les autres « Gurdjieffiens ». Le document annonçait qu’il y avait désormais une opportunité pour la transmission « d’une forme supérieure de connaissance cachée et secrète » ; cela et l’impression personnelle de Bennet sur Shah, convainquirent Bennet que Shah était un émissaire authentique du « Monastère de Sarmoung (en) » en Afghanistan, un cercle interne des soufis dont les enseignements ont inspiré Gurdjieff,.

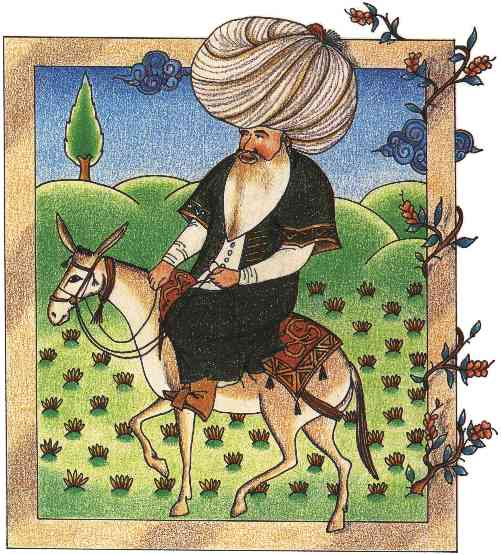
A qui la barbe ? Nasrudin rêvait qu’il tenait la barbe de Satan dans sa main. En tirant sur un poil, il cria : « la douleur que tu ressens n’est rien comparée à celle que tu infliges aux mortels pervertis. » Et il tira sur la barbe tellement fort qu’il se réveilla dans un cri d’agonie. C’est à ce moment qu’il comprit que la barbe qu’il tenait était la sienne. − Idries Shah

Durant les quelques années qui suivent, Bennet et Shah s’entretiennent en privé toutes les semaines pendant des heures. Plus tard, Shah donne également des conférences aux étudiants de Coombe Springs. Bennet rapporte que le projet de Shah souhaite « atteindre les personnes qui occupent des postes de pouvoir et d’autorité, et déjà à moitié conscients que les problèmes du genre humain ne peuvent plus être résolus par voie économique, politique ou sociale. De telles personnes, dit-il, sont touchées par les nouvelles forces en mouvement dans le monde pour aider le genre humain à survivre à la crise à venir. »
Bennet est d’accord avec ces idées et également sur le fait que « les personnes attirées par des mouvements ouvertement spirituels ou ésotériques possèdent rarement les qualités requises pour atteindre et occuper des postes de pouvoir » et « qu’il y avait suffisamment de preuves pour croire que, à travers le monde, il y avait déjà des personnes occupant des positions importantes, qui étaient capables de voir au-delà des barrières de la nationalité et de la culture et qui pourraient voir par elles-mêmes que le seul espoir pour l’humanité repose dans l’intervention d’une Source Supérieure. »
Bennet écrit, « j’ai assez vu Shah pour savoir qu’il n’est pas un charlatan ou un vantard oisif et qu’il est profondément sérieux à propos de la tâche qu’il lui a été confiée. » Désirant soutenir le travail de Shah, Bennet décide en 1965, après avoir agonisé pendant longtemps et discuté de ce sujet avec le conseil et les membres de son Institut, de donner la propriété de Coombe Springs à Shah, qui insiste sur le fait qu’un tel don doit être fait sans attachement,. Une fois la propriété transférée, Shah interdit aux associés de Bennet de venir, et fait en sorte que Bennet lui-même s’y sente mal à l’aise.
Bennet dit avoir reçu une invitation aux « Midsummer Revels », une fête que Shah tenait à Coombe Springs pendant deux jours et deux nuits, originairement pour les jeunes gens que Shah souhaitait attirer. Anthony Blake (d), qui avait travaillé avec Bennet pendant 15 ans, dit : « lorsque Idries Shah acquit Coombe Springs, sa principale activité était d’organiser des réceptions. Je ne l’ai rencontré que quelques fois mais j’ai suffisamment pu apprécier son attitude irrévérencieuse. Bennet m’a dit un jour : « il y a différents styles dans le travail. Le mien est comme celui de Gurdjieff, autour de la lutte avec son propre déni. Celui de Shah est de considérer le travail comme une plaisanterie. »
Après plusieurs mois, Shah vend le terrain (d’une valeur supérieure à 100 000 £) à un promoteur immobilier et utilise l’argent pour s’établir, lui-même et ses affaires, à Langton House située à Langton Green, près de Tunbridge Wells, une propriété d'environ 25 hectares qui appartenait à la famille de Lord Baden-Powell, fondateur des Boy Scouts,.
Avec la propriété de Coombe Springs, Bennet remet également le soin de son corps d’élèves à Shah, comprenant quelque00 personnes. Shah promet qu’il intègrera tous ceux qui seront appropriés ; environ la moitié trouve une place dans le travail de Shah. Quelque 20 ans plus tard, l’auteur Gurdjieffien James Moore (en) suggère que Bennet a été dupé par Shah. Bennet fait un compte-rendu à ce sujet dans son autobiographie (1974) ; il y raconte que le comportement de Shah après le transfert de la propriété était « dur à supporter », mais insiste également sur le fait que Shah était un « homme raffiné aux manières exquises et à la sensibilité délicate » et considère que Shah ait pu adopté ce comportement volontairement « pour s’assurer que tous les liens avec Coombe Springs aient été rompus ». Il ajoute que Langton Green était un endroit bien plus adapté pour le travail de Shah que Coombe Springs aurait pu l’être et dit ne pas avoir ressenti de peine quant à la perte d’identité de Coombe Springs. Il conclut son récit de la chose en déclarant qu’il avait « gagné en liberté » à travers le contact de Shah, et qu’il avait appris « à aimer les gens qu’il ne pouvait pas comprendre ».
D’après Bennet, Shah s’est par la suite impliqué dans des discussions avec les dirigeants des groupes de Gurdjieff à New York. Dans une lettre à Paul Anderson du 5 mars 1968, Bennet écrit : « Madame de Salzmann et tous les autres (…) sont conscients de leurs propres limitations et ne font guère plus que ce qu’ils sont capables de faire. Lorsque j’étais à New York, Elizabeth et moi-même visitions la Fondation, et nous y vîmes la plupart des dirigeants du groupe de New York ainsi que Jeanne de Salzmann elle-même. Quelque chose se prépare, mais je ne peux dire si cela portera ses fruits ou non. Je me réfère à leur connexion avec Idries Shah et ses capacités pour tout mettre sens dessus dessous. Il est inutile avec ces gens d’être passif, et il est inutile d’éviter le sujet. Pour le moment, nous ne pouvons qu’espérer qu’un bien en sortira, et en attendant continuer notre propre travail…”
L’auteur et psychologue clinicien Kathleen Speeth écrit plus tard :

« Témoin du conservatisme grandissant au sein de la Fondation [Gurdjieff], John Bennet espérait qu’un sang nouveau et qu’un dirigeant arriverait de quelque part… Bien qu’il y ait eu un rapprochement avec Shah, rien n’en fut. Le sentiment dominant [parmi les dirigeants du travail de Gurdjieff] que rien ne devait changer, qu’un trésor dans leur bonne garde devait à tout prix être préservé dans sa forme originelle, était plus fort que tout souhait d’une nouvelle vague d’inspiration. » »

### Les études et instituts soufis
En 1965, Shah fonde la Society for Understanding Fundamental Ideas (SUFI ; société pour la compréhension des idées fondamentales), plus tard renommée Institute for Cultural Research (en) (ICR ; Institut pour recherche culturelle) – une œuvre de charité pédagogique visant à stimuler « l’étude, le débat, l’éducation et la recherche dans tous les aspects de la pensée, du comportement et de la culture de l’Homme »,,,. Il établit également la Society for Sufi Studies (SSS ; société pour les études soufies).
Shah considère que la meilleure manière de présenter la sagesse soufie en Occident, tout en résolvant les problèmes des gourous et des sectes, est de clarifier la différence entre une secte et un système éducatif, et de contribuer à la connaissance. Dans un entretien, il explique : « Il vous faut travailler au sein d’un modèle éducatif – pas dans le domaine du charabia». Dans le cadre de son approche, il incarne le rôle de Directeur des études à l’ICR. Il donne également des conférences sur l’étude du soufisme en Occident à l’université du Sussex en 1966. Cela fut ensuite publié comme monographie intitulée Les problèmes spéciaux de l’étude des idées Soufies.
Langton House à Langton Green devient un lieu de rassemblement et de discussion pour les poètes, les philosophes et les hommes d’état du monde entier, et un lieu consacré de la scène littéraire de ce temps. L’ICR y tient des réunions et y donne des conférences, remettant des attestations de membres à des universitaires internationaux incluant Sir John Glubb, Aquila Berlas Kiani (en), Richard Gregory et Robert Cecil (en), le dirigeant des études européennes à l’université de Reading qui devint président de l’institut au début des années 1970,. Shah est un membre et partisan de longue date du Club de Rome, et plusieurs présentations ont été données à l’Institut par des scientifiques tels que Alexander King,,.
D’autres visiteurs, élèves et prétendants-élèves comprennent le poète Ted Hughes, les écrivains J. D. Salinger, Alan Sillitoe et Doris Lessing, le zoologue Desmond Morris et le psychologue Robert Ornstein. L’intérieur de la maison est décorée dans un style moyen-oriental, et les buffets sont tenus le dimanche midi pour les invités dans un grand salon, qui fut un temps une étable, surnommée « L’éléphant » (un clin d’œil au conte oriental « L’éléphant dans le noir »).
Durant les années suivantes, Shah développe Octogon Press (en) comme moyen de publier et de distribuer les rééditions des traductions de nombreux classiques soufis. De plus, il rassemble, traduit et écrit des milliers de contes soufis, les rendant disponibles au public occidental à travers ses livres et ses conférences. Plusieurs des livres de Shah présentent le personnage du Mullah Nasrudin, parfois accompagné d’illustrations fournies par Richard Williams. Dans l’interprétation de Shah, les histoires du Mulla Nasrudin, précédemment considérées comme faisant partie du folklore de la culture musulmane, sont présentées comme des paraboles soufies.
Nasrudin fut présenté dans le documentaire télévisuel de Shah Dreamwalkers, qui fut diffusé sur la BBC en 1970. Des segments incluent Richard Williams étant interviewé au sujet de son dessin animé incomplet sur Nasrudin, et le scientifique John Kermish discutant l’utilisation des histoires de Nasrudin au Rand Corporation Think Tank. D’autres invités incluent le psychiatre anglais William Sargant discutant des effets indésirables du lavage de cerveau et du conditionnement social sur la créativité et la résolution de problèmes, et le comédien Marty Feldman parlant avec Shah à propos du rôle de l’humour et du rituel dans la vie humaine. L’émission finit avec Shah déclarant que l’humanité pourrait continuer sa propre évolution en « rompant les limitations psychologiques » mais qu’il y a une accumulation constante de pessimisme qui prévient efficacement l’évolution de poursuivre de cette façon (…) L’homme est endormi – doit-il mourir avant de se réveiller ? »
Shah organise également des groupes d’étude soufis aux États-Unis. Claudio Naranjo, un psychiatre chilien qui enseigne en Californie à la fin des années 1960, dit que, après avoir été « déçu quant au fait que l’école Gurdjieff impliquait une lignée vivante », il s’était tourné vers le soufisme et avait « fait partie du groupe sous la direction de Idries Shah. » Naranjo co-écrit ensuite un livre avec Robert Ornstein, intitulé On The Psychology of Meditation (De la psychologie de la méditation ; 1971). Tous deux sont associés à l’université de Californie où Ornstein est psychologue chercheur à l’Institut psychiatrique de Langley Porter.
Ornstein est également le président et fondateur de l’Institut pour l’étude de la connaissance humaine (en), établi en 1969. Percevant un besoin aux États-Unis pour des livres et des collections sur les anciennes et nouvelles façons de penser, il forme l’ISHK Book Service en 1972 comme une source centrale de la littérature contemporaine et traditionnelle d’importance, devenant l’unique distributeur aux États-Unis des travaux d’Idries Shah publiés par Octogon Press.
Un autre associé de Shah, le scientifique et professeur Leonard Lewin (en), qui à l’époque enseigne la télécommunication à l’université du Colorado, met en place des groupes d’étude soufis et d’autres organisations pour la promotion des idées soufies, comme l’Institut pour la recherche sur la dissémination de la connaissance humaine (IRDHK), et publie également une anthologie des écrits de et sur Idries Shah intitulée La diffusion des idées Soufies en Occident (The Diffusion of Sufi Ideas in the West ; 1972),.
Shah explique plus tard que les activités soufies étaient divisées en différentes composantes et départements : « études en soufisme », « études du soufisme » et « études pour le soufisme ».
Les études pour le soufisme aident à diriger les gens vers le soufisme et incluent la promotion de la connaissance qui peut manquer dans la culture et nécessite sa restauration et sa diffusion, telle qu’une compréhension du conditionnement social et du lavage de cerveau, la différence entre le rationnel et les modes intuitifs de pensée, et d’autres activités ; afin que l’esprit des gens puisse devenir plus libre et étendu. Les études du soufisme incluent les institutions et les activités, telles que les conférences et les séminaires, qui fournissent des informations sur le soufisme et agissent en tant que liaison culturelle entre les soufis et le public. Enfin, les études en soufisme se réfèrent à une école soufie, effectuant les activités prescrites par l’enseignant en tant qu’entrainement, et cela peut prendre bien des formes qui ne rentrent pas nécessairement dans la notion préconçue d’une « école mystique ».
Les objectifs et les méthodologies soufis de Shah sont également définis dans la « Déclaration du peuple de la Tradition » fournie à Coombe Springs :

« En plus de faire cette annonce, de nourrir certains champs de pensée et idées, et d’indiquer quelques-uns des facteurs entourant ce travail, les concepteurs de cette déclaration ont une tâche pratique. Cette tâche est de localiser les individus qui ont la capacité d’obtenir une connaissance spéciale de l’homme disponible ; de les regrouper d’une manière particulière, et non aléatoire, afin que chacun de ces groupes forme un organisme harmonieux ; de le faire au bon endroit et au bon moment ; de fournir un format externe et intérieur avec lequel travailler, ainsi qu’une formulation des « idées » convenables aux conditions locales ; d’équilibrer la théorie avec la pratique. »

### La controverse Omar Khayyâm
À la fin des années 1960 et au début des années 1970, Shah est attaqué au sujet d’une controverse concernant la publication en 1967 d’une nouvelle traduction des Rubaiyat (quatrains) d’Omar Khayyâm, par Robert Graves et le grand-frère de Shah, Omar Ali-Shah,. La traduction, qui présente le Rubaiyat comme un poème soufi, est basée sur une « copie » annotée, prétendument dérivée d’un manuscrit qui aurait été en la possession de la famille Shah depuis 800 ans. L. P. Elwell-Sutton, un orientaliste de l’université d’Édimbourg et d’autres qui avaient reçu le livre exprimèrent leur conviction que l'histoire de l'ancien manuscrit était fausse,.
Graves s’attendait à ce que le père de Shah, le Sirdar Ikbal Ali Shah (en), présente le manuscrit original afin de clarifier l’affaire, mais il mourut dans un accident de voiture à Tanger en novembre 1969. Un an plus tard, Graves demande à Shah de fournir le manuscrit. Shah répond dans une lettre que le manuscrit n’est pas en sa possession, mais que, même si cela avait été le cas, le lui fournir ne prouverait rien, car il ne pouvait pas être daté avec précision à l’aide des méthodes actuelles et que son authenticité serait contestée. Il était temps, écrit Shah, « que nous comprenions que les hyènes qui font tant de bruit ne cherchent que l’opposition, la destructivité et la bonne marche de leur campagne quand, soyons honnêtes, personne n’écoute réellement ». Il ajoute que ceux répandant ces calomnies avaient rendu son père si furieux qu’il refusa de collaborer avec eux, et qu’il a le sentiment que la réponse de son père avait été correcte. Graves, remarquant qu’il est désormais largement perçu comme s’étant fait avoir par le grossier mensonge du frère de Shah, et que cela affecte les revenus sur les ventes de ses autres écrits historiques, insiste sur le fait que fournir le manuscrit est devenu « une question d’honneur de famille ». Il presse Shah de nouveau, lui rappelant sa promesse de fournir le document si nécessaire.
Aucun des frères ne fournit le manuscrit, laissant les neveux et le biographe de Graves méditer sur ce qui était dur à croire – gardant en tête les nombreuses obligations des frères Shah envers Graves – que ces derniers avaient conservé pour eux le manuscrit quand bien même il aurait existé. D’après sa veuve, écrivant bien des années plus tard, Graves avait « entièrement foi » dans l’authenticité du manuscrit du fait de son amitié avec Shah, même s’il n’avait jamais eu l’occasion de voir le texte de ses propres yeux. Le consensus des érudits aujourd’hui est que le manuscrit de « Jan-Fishan Khan (en) » était bien un canular, et que la traduction de Graves/Ali Shah était en réalité basée sur l’analyse, par un universitaire amateur Victorien, des sources utilisées par le précédent traducteur des Rubayats, Edward Fitzgerald,,,.

### Deuxième moitié de vie
Shah écrit deux autres douzaines de livres dans la décennie qui suit, beaucoup d’entre eux sur les sources soufies classiques. Atteignant une grande étendue mondiale, ses travaux attirent premièrement un public occidental intellectuel. En traduisant les enseignements soufis dans un langage psychologique contemporain, il leur présente en des termes vernaculaires et donc accessibles. Ses contes populaires, illustrant la sagesse soufie par le biais d’anecdotes et d’exemples, s’avèrent particulièrement populaires,. Shah reçoit et accepte des invitations pour donner des conférences en tant que professeur-invité dans des institutions académiques incluant l’université de Californie, l’université de Genève, l’université nationale de La Plata et différentes universités anglaises. En plus de son travail littéraire et pédagogique, il trouve le temps de concevoir un ioniseur d’air (créant une entreprise avec Coppy Laws) et de diriger un certain nombre de sociétés textiles, céramiques et électroniques. Il entreprend également divers voyages dans son Afghanistan ancestral et s’implique pour mettre en place des interventions de secours ; il conte ces expériences plus tard dans son livre Kara Kush, un roman sur la guerre soviétique en Afghanistan.

## Vie personnelle
Shah se marie avec Cynthia (Kashfi) Kabraji en 1958 ; ils ont une fille, Saira (en), en 1964, suivie de jumeaux – un fils, Tahir, et une autre fille, Safia (en) – en 1966.

## Maladie
À la fin du printemps 1987, environ un après sa dernière visite en Afghanistan, Shah souffre de deux fortes crises cardiaques successives,. Il apprend qu’il ne lui reste plus que 8 % de ses capacités cardiaques et ne peut s’attendre à en survivre. Malgré des accès de maladie intermittents, il continue de travailler et de produire d’autres livres au fil des neuf années suivantes,.

## Décès
Idries Shah meurt à Londres le 23 novembre 1996, à l’âge de 72 ans. Selon la rubrique nécrologique du The Daily Telegraph, Idries Shah collabora avec les Moudjahidines durant la guerre soviétique en Afghanistan, il fut un temps le directeur d’étude pour l’Institut pour la recherche culturelle et le gouverneur de la Royal Humane Society (en) et du Royal Hospital and Home for Incurables (en). Il était également membre du Club Athenaeum. Au moment de sa mort, les livres de Shah se sont vendus à plus de 15 millions d’exemplaires dans douze langues à travers le monde, et ont été révisés dans de nombreux journaux et revues internationaux,.

## Enseignements

### Le soufisme comme une forme de sagesse intemporelle
Shah présentait le soufisme comme une forme de sagesse intemporelle ayant précédé l’islam. Il insistait sur le fait que la nature du soufisme était vivante, et non statique, et qu’elle adaptait toujours ses manifestations visibles à l’époque, au lieu et aux personnes : « Les écoles soufies sont comme des vagues qui se brisent sur des rochers : [elles viennent] de la même mer, sous des formes différentes, dans le même but » écrit-il, citant Ahmad al-Badawi,. Shah contestait souvent les descriptions du soufisme par les orientalistes, soutenant que les études académiques ou personnelles de ses formes et de ses méthodes historiques n’étaient pas une base suffisante pour en avoir une compréhension correcte. En fait, une obsession pour ses formes traditionnelles peut réellement devenir un obstacle : « Montre à un homme trop d’os de chameaux, et montre-les-lui trop souvent, et il sera incapable de reconnaître un chameau quand il en rencontrera un vivant », idée qu’il exprimait ainsi dans l’un de ses livres,.

Shah, comme Inayat Khan, présentait le soufisme comme un chemin qui transcendait les religions individuelles, et qu’il adaptait à une audience occidentale. Cependant, à la différence de Khan,, il accordait une moindre importance aux signes extérieurs religieux et spirituels, préférant décrire le soufisme comme une technique psychologique, une méthode ou une science qui permet d’atteindre la réalisation de soi,. Ce faisant, son approche semblait s’adresser spécialement aux disciples de Gurdjieff, aux étudiants de l’Institut pour le Développement Harmonieux de l’Homme (Human Potential Movement), et aux intellectuels familiarisés avec la psychologie moderne. Par exemple, il écrivait : « Le soufisme (…) affirme que l’homme peut devenir objectif et que l’objectivité permet à l’individu de saisir des faits ‘élevés’. L’homme est donc invité à poursuivre son évolution vers ce qui est quelquefois appelé dans le soufisme ‘le vrai intellect’ ». Shah enseignait que l’être humain pouvait acquérir de nouveaux organes subtils en réponse à un besoin :

« Les Soufis croient que, d’une certaine manière, l’humanité évolue vers un certain destin. Nous faisons tous partie de cette évolution. Les organes naissent en réponse au besoin d’organes spécifiques (Rumi). L’organisme humain produit un nouvel ensemble d’organes afin de répondre à un tel besoin. En cette époque de transcendance de l’espace et du temps, l’ensemble des organes s’en trouve concerné. Les apparitions soudaines d’un pouvoir de télépathie et de prédiction que les gens ordinaires considèrent comme sporadiques et occasionnels ne sont pour les Soufis rien de moins que les premières apparitions de ces mêmes organes. La différence entre toute l’évolution jusqu’à ce jour et le besoin actuel d’évolution est que depuis environ dix mille ans nous avons eu la possibilité d’évoluer consciemment. Cette évolution qui s’est raréfiée est si essentielle que notre futur en dépend. »

— Idries Shah, The Sufis
Shah rejetait les représentations orientales ou occidentales du soufisme comme étant « diluées, généralisées ou partielles» ; il y incluait non seulement la version de Khan, mais aussi les formes ouvertement musulmanes du soufisme que l’on trouve dans la plupart des pays islamiques. Les écrits des associés de Shah laissaient entendre qu’il était le « Grand Sheikh des soufis » – une position d’autorité fragilisée par le refus de tous les autres soufis de reconnaître son existence.
Dans une interview à la BBC en 1971, Shah expliquait ainsi sa démarche contemporaine d’adaptation : « Je cherche à rendre accessible en Occident ces aspects du soufisme qui seront utiles à l’Occident d’aujourd’hui. Je ne veux pas transformer de bons Européens en médiocres Orientaux. Les gens m’ont demandé pourquoi je n’utilise pas les méthodes traditionnelles d’entraînement spirituel, par exemple en traitant avec les gens qui me recherchent ou me poursuivent ; et bien sûr, la réponse est que c’est pour la même raison que vous êtes venu chez moi aujourd’hui en voiture et non à dos de chameau. En fait, le soufisme n’est ni un système mystique, ni une religion, mais un corpus de connaissances. »
Shah décrivait fréquemment une partie de son œuvre comme n’étant en fait qu’un préliminaire à la véritable étude soufie, de la même manière qu’apprendre à lire et à écrire peut être considéré comme un préliminaire à l’étude de la littérature : « A moins que la psychologie ne soit correctement orientée, on ne peut parler de spiritualité, mais plutôt d’obsession et d’émotion qui en prennent l’apparence. », « Quiconque essaie de greffer des pratiques spirituelles sur une personnalité non régénérée, expliquait-il, obtiendra une aberration. ». C’est pour cette raison que la plupart du travail qu’il réalisa depuis Les soufis était de nature psychologique, et avait pour but d’attaquer le nafs-i-ammara, le faux égo : « Je n’ai rien à vous donner, sinon la manière de comprendre comment chercher – mais vous pensez que vous savez déjà le faire. » Shah était fréquemment critiqué de ne mentionner Dieu que très rarement dans ses écrits ; sa réponse était qu’étant donné l’état actuel de l’Homme, il n’y avait pas vraiment de raison de parler de Dieu. Il illustrait le problème avec une parabole dans son livre Penseurs d’Orient : « Ayant découvert comment parler la langue des fourmis, je m’approchais de l’une d’entre elles et lui demandais « Comment est Dieu ? Est-ce qu’il ressemble à une fourmi ? » Elle répondit « Dieu ! pas du tout – nous n’avons qu’un dard mais Dieu, Lui, en a deux ! »,

### Les histoires-enseignements
Shah utilisait les histoires-enseignements et l’humour pour augmenter l’effet de son travail,. Il mettait l’accent sur la fonction thérapeutique d’anecdotes surprenantes, et les perspectives originales que ces contes révélaient. La lecture et la discussion autour de tels contes dans un groupe établi devenaient une part significative des activités dans lesquelles les membres des cercles d’études de Shah étaient engagés. La transformation effectuée par ces contes énigmatiques ou surprenants, capables de déstabiliser le mode de conscience normale (non-conscient) d’un étudiant, fut étudiée par Robert Ornstein, professeur de psychologie à l’Université Stanford. Ce dernier fut l’un des nombreux penseurs renommés profondément influencés par Shah, tout comme son collègue psychologue Charles Tart et d’éminents écrivains tels que Ted Hughes, poète lauréat britannique, et la romancière et Prix Nobel de Littérature, Doris Lessing,,,.
Shah et Ornstein se rencontrèrent dans les années 1960. Comprenant qu’Ornstein pouvait être un partenaire idéal pour la diffusion de son enseignement, par sa transposition dans le langage de la psychothérapie, Shah en fit son député (khalifa) aux États-Unis,. Le livre The Psychology of Consciousness d’Ornstein fut reçu avec enthousiasme par la communauté officielle dans le domaine de la psychologie, car cela coïncidait avec un nouvel intérêt dans ce domaine, tels que l’étude du biofeedback et autres techniques conçues pour provoquer des changements d’humeur et de conscience. Ornstein a publié d’autres livres sur le sujet durant toutes ces années.
Le philosophe des sciences et physicien Henri Bortoft se servait des contes-enseignements issus du corpus de Shah comme analogies pour les habitudes mentales empêchant les gens de comprendre la méthode scientifique de Johann Wolfgang von Goethe. Dans son livre The wholeness of Nature: Goethe's Way of Science, on trouve des contes provenant de Contes Derviches, Les Exploits de l’incroyables Mulla Nasrudin et A Perfumed Scorpion.
Dans leur cadre historique et culturel d’origine, les histoires éducatives soufies popularisées par Shah (d’abord racontées oralement, puis écrites afin de transmettre la foi et la pratique soufie aux générations successives) étaient considérées comme convenant aux personnes de tous les âges, y compris les enfants, dans la mesure où elles contenaient de multiples niveaux de signification. Shah comparait l’histoire soufie à une pêche : « Vous pouvez être ému par l’extérieur, comme si la pêche vous était offerte. Vous pouvez manger la pêche et en apprécier la saveur… Vous pouvez jeter le noyau, ou l’ouvrir et trouver dedans une délicieuse graine. Ceci est la profondeur cachée. » C’était de cette manière que Shah invitait son auditoire à recevoir l’histoire soufie. N’arrivant pas à découvrir la graine, et considérant l’histoire comme simplement amusante ou superficielle, une personne ne faisait rien d’autre que regarder la pêche, tandis que d’autres internalisaient le conte, et en étaient ainsi touchés.
Tahir Shah évoque l’utilisation des contes par son père à plusieurs reprises dans son livre In Arabian Nights publié en 2008, en examinant tout d’abord la manière dont Idries Shah utilisait les histoires-enseignements. Il écrit : « Mon père ne nous disait jamais comment les histoires fonctionnaient. Il ne révélait pas les couches, les précieuses informations, les fragments de vérité et de fantaisie. Il n’en avait pas besoin : car, délivrées au bon moment, les histoires s’activaient et se semaient elles-mêmes. » Ensuite, il explique comment son père utilisait ces histoires pour communiquer la sagesse : « Mon père avait toujours un conte sous la main pour détourner notre attention, ou comme moyen de transmettre une idée ou une pensée. Il disait que les immenses collections d’histoires de l’Orient étaient comme des encyclopédies, des mines de sagesse et de connaissance prêtes à être étudiées, appréciées et chéries. Pour lui, les histoires représentaient beaucoup plus qu’un simple divertissement. Il les considérait comme des documents de psychologie complexes, formant un corpus de connaissances qui avait été collecté et raffiné depuis l’aube de l’humanité et la plupart du temps transmis oralement. »
Plus loin dans le livre, il continue l’examen des histoires comme outils d’enseignement en citant l’explication suivante donnée par son père à la fin d’une histoire :

« Ces histoires sont des documents techniques, elles sont comme des cartes ou des sortes de plans. Ce que je fais, c’est montrer aux gens comment utiliser ces cartes parce qu’ils ont oublié. On pourrait penser que c’est une étrange manière d’enseigner - avec des histoires - mais autrefois c’était la manière dont on transmettait la sagesse. Chacun savait comment retirer la sagesse de l’histoire. Ils pouvaient voir à travers les strates, de la même manière que l’on peut voir un poisson pris dans un bloc de glace. Mais le monde où nous vivons a perdu cette capacité, une capacité qu’ils avaient indubitablement avant. Ils entendent les histoires et ils les aiment, parce que les histoires les amusent, les réconfortent. Mais ils ne savent pas voir au-delà de la première strate, à l’intérieur de la glace.
Les histoires sont comme un bel échiquier : nous savons tous jouer aux échecs et nous pouvons être entraînés dans un jeu si compliqué qu’il épuise nos facultés. Mais imagine que le jeu ait été oublié par une société depuis des siècles et que cet échiquier et ses pièces soient retrouvés. Tout le monde s’attrouperait pour le voir et l’honorer. Ils n’imagineraient peut-être jamais qu’un si bel objet ait pu avoir un autre but que de distraire les yeux. La valeur intérieure des histoires a été perdue de la même manière. A un moment donné, tout le monde savait comment jouer avec elles, comment les déchiffrer. Mais à présent les règles ont été oubliées. C’est à nous de remontrer aux gens comment le jeu se joue. »

— Tahir Shah, Café Mabrouk : Maroc des mille et une nuits (In Arabian Nights)
Olav Hammer, dans Soufism in Europe and North America (Soufisme en Europe et en Amérique du Nord ; 2004), cite un exemple. C’est l’histoire d’un homme qui cherche sa clé par terre. Quand un voisin qui passe par là lui demande si c’est bien l’endroit où il a perdu la clé, l’homme répond : « Non, je l’ai perdue chez moi, mais ici il y a plus de lumière que dans ma propre maison. »
Peter Wilson, dans New Trends and Developments in the World of Islam (1998), cite une autre histoire de ce genre, en présentant un derviche à qui l’on demande de décrire les qualités de son maître, Alim. Le derviche explique qu’Alim a écrit de magnifiques poèmes et que son don de lui-même, son service pour son prochain, l’ont inspiré. Son interlocuteur approuve volontiers ces qualités, mais voit le derviche lui reprocher : « Ce sont les qualités qu’Alim vous aurait recommandées. », Puis il énumère les qualités qui ont réellement permis à Alim d’être un maître efficace : « Hazrat Alim Azimi m’irritait, ce qui m’obligeait à examiner mon irritation, à remonter à sa source. Alim Azimi me mettait en colère afin que je puisse sentir et transformer ma colère. Il explique qu’Alim Azimi suivait le chemin du blâme, provoquant intentionnellement des attaques vicieuses contre lui afin de mettre en lumière les échecs des étudiants autant que des critiques, leur permettant ainsi de se voir comme ils étaient réellement. : « Il nous montrait l’étrange, afin que l’étrange devienne banal et que nous puissions comprendre ce qu’est la réalité. »,

### Points de vue sur la culture et la vie pratique
L’objectif de Shah était de révéler les bases de toutes les cultures, et les facteurs cachés qui déterminent le comportement individuel. Il ne tenait pas compte des préoccupations occidentales sur les apparences et les superficialités, qui sont souvent le simple reflet de modes ou d’habitudes, et attirait l’attention sur les origines de la culture et sur les motivations inconscientes et mixtes de personnes et de groupes ainsi formés. Il mettait également en avant le fait qu’autant au niveau individuel qu’au niveau du groupe, des désastres à court terme se transforment souvent en bénédictions – et vice versa –et pourtant ce savoir n’a que peu d’effet sur la manière dont les gens réagissent aux évènements tels qu’ils ont lieu.
Shah ne préconisait pas l’abandon des devoirs de ce monde ; au contraire, il soutenait que le trésor recherché par l’apprenti-disciple devait découler de ses luttes dans la vie quotidienne. Il considérait les travaux pratiques comme le moyen permettant au chercheur de travailler sur lui-même, tout comme la traditionnelle adoption par les soufis de professions ordinaires leur permettait de gagner leur vie et de « travailler » sur eux-mêmes. Le statut de Shah comme maître restait indéfinissable ; réfutant tout autant l’identité de gourou que le moindre désir de fonder un culte ou une secte, il refusait aussi de porter le chapeau académique.[39] Michael Rubinstein, dans son livre Makers of Modern Culture, concluait qu’« il vaudrait peut-être mieux le voir comme une incarnation de la Tradition selon laquelle les aspects contemplatifs et intuitifs de l’esprit sont considérés comme plus efficaces quand ils travaillent ensemble. »

## Accueil
Les livres d’Idries Shah sur le soufisme connurent un retentissement critique considérable. Idries Shah fut l’objet d’un documentaire à la BBC (« One Pair of Eyes ») en 1969, et deux de ses travaux (The Way of the Sufi et Reflections) furent nommés « Outstanding Book of the Year » (meilleur livre de l’année) par l’émission « The Critics » de la BBC. Parmi d’autres honneurs, Shah gagna six premiers prix du World Book Year de UNESCO en 1973, et le chercheur musulman James Kritzeck dit, à propos des « Contes Derviches » de Shah, qu’ils étaient « magnifiquement traduits ».
Un ensemble de textes critiques favorables à l’œuvre de Shah, intitulé Sufi Studies : East and West, fut publié en 1973, parmi les contributions on trouve celles de L. F. Rushbrook Williams, Rom Landau, Mohammad Hidayatullah, Gyula Germanus, Sir John Glubb, Sir Razik Fareed, Ishtiaq Hussain Qureshi, Ahmet Emin Yalman, Mahmoud Youssef Shawarbi et Nasrollah S. Fatemi.
Colin Wilson a déclaré : « c’est en partie grâce à Idries Shah que j’ai commencé à percevoir de nouvelles et intéressantes implications [à propos du mysticisme] ». Dans son article sur Le Monastère magique (1972), il notait que Shah « ne considère pas comme d’une importance première la propagation d’une sorte de doctrine secrète. Le plus important pour lui est la méthode avec laquelle la connaissance mystique est transmise… [Les soufis] transmettent la connaissance par intuition directe plutôt à la manière des maîtres Zen, et l’un des principaux moyens d’y parvenir est par des histoires courtes et des paraboles qui font leur chemin à l’intérieur du subconscient et mettent en action ses forces cachées. »
En Afghanistan, le Kabul Times dit que Caravane de Rêves (1968) était « hautement recommandé » et « particulièrement intéressant pour les Afghans » car ce livre est « fondamentalement une anthologie de nouvelles, contes et proverbes, plaisanteries et extraits de la littérature écrite et orale transmise lors des veillées et échanges – même en ces temps modernes – en Afghanistan. » L’Afghanistan News signala que Les Soufis « reprend d’importantes contributions afghanes pour la philosophie et la science mondiales » et que ce livre était le premier à faire autorité sur le soufisme et le système de développement humain des derviches. » Quant aux doutes sur l’éducation et les qualifications de Shah, le Sardar Haji Faiz Muhammad Khan Zikeria, chercheur afghan qui fut ministre de l’Éducation afghane et ancien ambassadeur et ministre des Affaires étrangères en Afghanistan, publia en 1971 une Déclaration authentique destinée aux intellectuels du monde entier sur la famille Shah : « Les Sayed Musavi d’Afghanistan et les Khans de Paghman sont reconnus comme étant les descendants du Prophète – que la paix soit sur lui. On leur accord la plus noble descendance de l’Islam et ils sont respectés comme maîtres soufis et chercheurs érudits. Sayed Idries Shah, fils du défunt Sayed Ikbal Ali Shah, que je connais personnellement, est un homme honorable dont le rang, les titres et la descendance sont attestés et réputés. »
En 1980, le Professeur Khalilullah Khalili, ancien poète lauréat d’Afghanistan, fit les louanges de l’œuvre de son « compatriote et ami l’Arif (soufi Illuminé) Le Sayed Idries Shah, et qu’il fallait particulièrement apprécier son importante et brillante contribution en révélant les inspirations célestes et les pensées intérieures des grands maîtres de l’Islam et des soufis. »
Le Hindustan Standard of India trouva que Caravane de Rêves était une « remarquable anthologie, dont on pouvait s’imprégner à tout moment pour se divertir, se rafraichir, se consoler et tirer son inspiration (…), pleine d’esprit, captivante, profondément et admirablement humaine. »
L’accueil du mouvement de Shah fut aussi marqué par la controverse. Certains orientalistes lui furent hostiles, en partie du fait que Shah présentait les classiques soufis comme des instruments pour le développement personnel utilisables par les contemporains, plutôt que comme des objets d’étude historique. L. P. Elwell-Sutton, de l’Université d’Edimbourg, le plus féroce critique de Shah, décrivit ses livres comme « sans importance », rempli d’erreurs de faits, donnant des traductions négligées et incorrectes, et même une mauvaise orthographe des noms et des mots orientaux – « un ramassis de platitudes, d’impertinences et de grosses extravagances », ajoutant pour faire bonne mesure que Shah avait « une remarquable opinion de sa propre importance ». Il vit d’un mauvais œil le Festschrift de Rushbrook Williams en l’honneur de Shah, disant qu’il considérait nombres des déclarations faites dans le livre au nom de Shah et de son père, concernant le fait qu’ils représentaient la tradition soufie, comme n’étant qu’une publicité autoproclamée marquée par un manque de considération désarmante pour la réalité des faits. », Exprimant de l’amusement et de l’étonnement pour les « manières flatteuses» des interlocuteurs de Shah dans l’interview à la radio sur la BBC, Elwell-Sutton concluait que certains intellectuels occidentaux voulaient « si désespérément trouver des réponses aux questions qui les rendaient perplexes que, confrontés à la sagesse de « l’Orient mystérieux », ils abandonnaient leurs facultés critiques et se soumettaient à un lavage de cerveau des plus crus. » Pour Elwell-Sutton, le soufisme de Shah appartenait au royaume du « pseudo-soufisme », « centré non sur Dieu mais sur l’homme. »,

### Les écrits de «L’école de Shah»
Un autre critique hostile fut James Moore (en), un Gurdjieffien qui désapprouva l’affirmation de Shah selon laquelle l’enseignement de Gurdjieff était essentiellement soufique de nature et s’indigna de la publication d’un livre sur le sujet et lié à Shah : Les Maîtres de Gurdjieff de Rafael Lefort, publié sous pseudonyme et dont la chronologie est impossible. Dans un article de 1986 dans Religion Today (renommé The Journal of Contemporary Religion), Moore rapporta les controverses concernant Bennett et Graves et écrivit que Shah était entouré d’un halo d’une exorbitante adulation ; adulation qu’il avait lui-même attisé. Il décrivit Shah entouré d’une coterie de journalistes complaisants, d’éditeurs, de critiques, d’animateurs, d’hommes de radio et d’écrivains-voyageurs, qui chantaient vaillamment les louanges de Shah. » Moore s’interrogea sur l’héritage et l’éducation prétendument soufis de Shah et déplora le corpus d’écrits sous le pseudonyme « École Shah », par des auteurs tels que « Omar Michael Burke PhD. » et « Hadrat B.M. Dervish », qui depuis 1960 accumulaient des louanges immodérées sur Shah – venant ostensiblement de partis désintéressés – se référant à lui comme la « Tariqa du Grand Sheikh Idries Shah Saheb », « Prince Idries Shah », « Roi Enoch », « La Présence », « Le Prince Studieux », l’ « Incarnation d’Ali », et même le Qutb ou « Axe » - tout ceci pour soutenir les premiers efforts de Shah pour vendre le soufisme à un public occidental,,.
De même, Peter Wilson souligna « la qualité très pauvre » de la plupart de ce qui avait été écrit pour la défense de Shah, notant un « style malheureusement excessif », et déclara que Shah possédait diverses capacités paranormales, « un ton de supériorité ; une attitude parfois suffisante, condescendante, ou de pitié, envers ceux « de l’extérieur » ; et l’apparente absence d’une quelconque motivation pour prouver des déclarations qui sembleraient le mériter. » A son avis, il y avait une « différence remarquable qualitativement parlant entre les propres écrits de Shah » et la qualité de cette littérature secondaire. Cependant Moore et Wilson ont noté tous les deux des similarités de style, et ont considéré la possibilité que la plupart de ce travail sous pseudonyme, fréquemment publié par Octogon Press, la maison d’édition de Shah, pourrait avoir été écrit par Shah lui-même.
Proposant une autre interprétation de cette littérature, Andrew Rawlinson, érudit religieux, proposait que « plutôt qu’une tromperie visiblement intéressée », il aurait pu s’agir d’une « mascarade – quelque chose qui doit par définition être considéré au-delà. » Déclarant qu’ « une critique de positions retranchées ne peut pas en soi être figée et dogmatique », et indiquant que l’intention de Shah a toujours été d’ébranler les fausses certitudes, il avance ainsi que l’idée du « mythe Shah » créé par ces écrits puisse être un instrument pédagogique plutôt qu’un moyen de dissimulation ; quelque chose « conçu pour être déconstruit – censé se dissoudre quand on le touche. » Rawlinson concluait que Shah « ne pouvait être pris pour argent comptant. Ses propres axiomes en excluaient la possibilité. »

### Évaluation

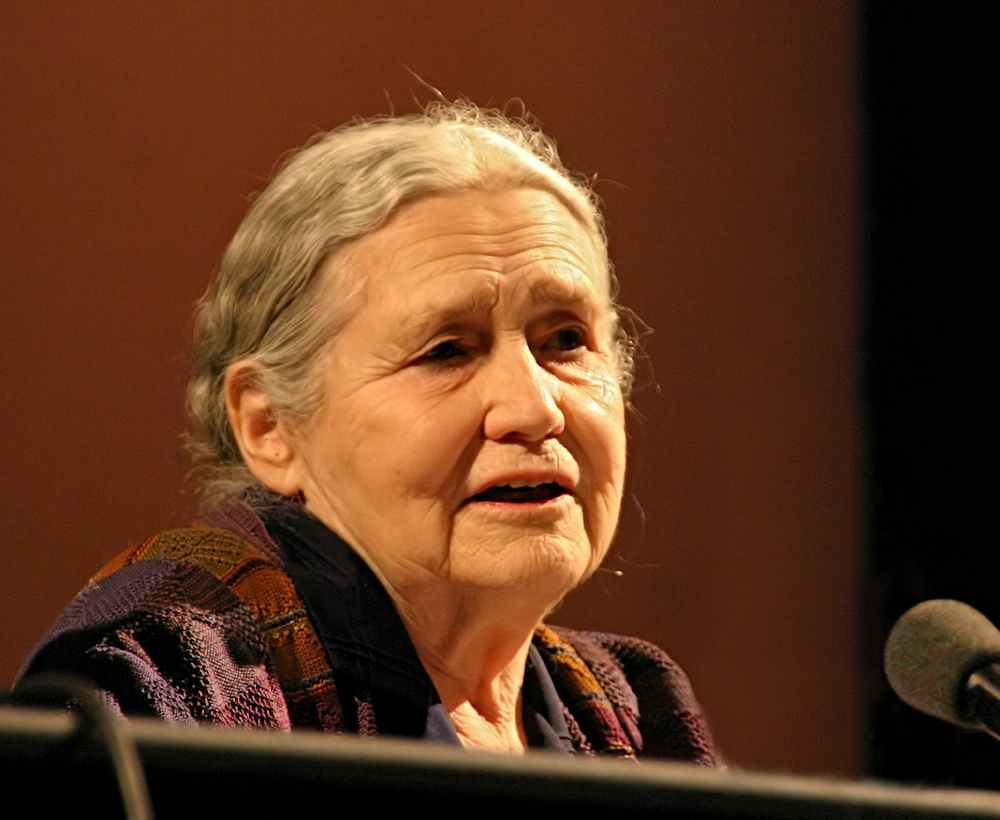
La gagnante d'un prix Nobel Doris Lessing fut profondément influencée par Shah.

Doris Lessing, qui a le plus défendu Shah, déclara en 1981 dans une interview : « J’ai trouvé que le soufisme enseigné par Idries Shah, qui affirme être la réintroduction d’un ancien enseignement, convenait à notre époque et à notre culture. Ce n’est ni du régurgité de l’Orient, ni de l’Islam délayé, ni autre chose. » En 1996, interrogée par le Daily Telegraph à la suite du décès de Shah, elle déclara qu’elle avait rencontré Shah grâce au livre Les Soufis qui était l’un des plus surprenants qu’elle ait lus, et que ce livre avait changé sa vie. Décrivant l’œuvre de Shah comme un « phénomène sans nul pareil à notre époque », elle le dépeignit comme un homme aux multiples aspects, la personne la plus spirituelle qu’elle ait jamais rencontrée, aimable, généreux, modeste (« ne me regardez pas mais prenez plutôt ce qui est dans ma main », disait-elle en le citant) et comme son grand ami et maître depuis une trentaine d’années.
Arthur J. Deikman, professeur en psychiatrie et chercheur de longue date dans le domaine de la méditation et des changements de conscience, commença à étudier les histoires-enseignements soufies au début des années 1970. Il disait que les psychiatres occidentaux pourraient bénéficier des perspectives offertes par le soufisme et son essence universelle, à condition que les matériaux choisis soient étudiés de manière correcte et en bon ordre. Dans la mesure où les écrits et les traductions des histoires-enseignements de Shah étaient conçus dans cet esprit, il les recommandait à tous ceux désireux de s’en faire une idée par eux-mêmes. Il remarquait également que nombreuses étaient les personnes faisant autorité qui reconnaissaient à Shah son rôle en tant que porte-parole du soufisme contemporain. Selon Charles Tart, psychologue et spécialiste des facultés de conscience, les écrits de Shah « lui ont donné une perception de ce qu’est la psychologie plus profonde que tout ce qui a été écrit. »
Lorsqu’on lui demandait son avis sur Shah en 1973, J.G. Bennett dit que Shah faisait un important travail sur une large échelle, « stimulant les gens très efficacement et partout, les amenant à réfléchir, leur montrant que les modes de pensée qui semblent libres sont en réalité largement conditionnées. » Il considérait Shah comme le Krishnamurti du soufisme, car il mettait en mille morceaux les idées fixes des gens dans un processus d’éveil qui était « une préparation tout à fait indispensable pour ce nouveau monde. »
Le philosophe et mystique indien Osho, à propos de l’œuvre de Shah, comparait Les Soufis à « un véritable diamant. La valeur de ce qu’il a fait dans Les Soufis est incommensurable. » Il ajoutait que Shah était « l’homme qui a présenté Mulla Nasrudin à l’Occident, et qu’il a rendu un incroyable service. Sans que l’on puisse lui rendre. […] Idries Shah a rendu les petites anecdotes de Nasrudin encore plus belles… [Il] n’a pas seulement la capacité de traduire précisément les paraboles, mais même de les embellir, de les rendre encore plus poignantes, plus aiguisées. »
Richard Smoley et Jay Kinney, dans Hidden Wisdom : A Guide to the Western Inner Traditions (2006), jugent que Les Soufis de Shah est « une vaste et très accessible introduction au soufisme», ajoutant que « le propre penchant de Shah est évident tout le long, que certaines affirmations historiques sont discutables (il n’y a aucune note en bas de page), mais qu’aucun autre livre ne réussit autant à provoquer l’intérêt pour le soufisme auprès du lecteur de base. » Selon eux, Apprendre à apprendre, recueil d’interviews, discussions et textes courts, est l’une des meilleurs œuvres de Shah car elle oriente solidement l’approche « psychologique » du travail soufi. Ils signalent qu’au mieux, « Shah apporte des perspectives qui vaccinent les apprentis contre les nombreux non-sens du marché de la spiritualité. »
Ivan Tyrrell et le sociologue Joe Griffin, dans leur ouvrage sur les besoins émotionnels innés, Human Givens: A new approach to emotional health and clear thinking, écrivent que Shah « mieux que quiconque, sut comprendre et apprécier la signification réelle des évidences de la nature humaine ». Dans un autre ouvrage, Godhead: The Brain’s Big Bang – The explosive origin of creativity, mysticism and mental illness, ils écrivent à propos des histoires de Shah : « quand on les raconte aux jeunes comme aux vieux […] laissent des traces, des schémas dans leur esprit, qui permettent non seulement de vivre et de surmonter les difficultés de la vie quotidienne mais aussi de cheminer spirituellement. Leur impact peut ne pas être reconnu et ressenti durant des mois ou des années après les avoir entendues ou lues, mais un jour la structure interne qu’elles contiennent exploite la nature du cerveau à faire correspondre des schémas et permettre aux apprentis d’observer le fonctionnement de leurs propres réponses, conditionnées émotionnellement, aux changements des conditions de vie. Cela leur permet ensuite d’agir plus facilement en fonction de la réalité, et de se connecter mentalement à des sphères supérieures. Les histoires-enseignements devraient être lues, racontées et méditées, mais pas analysées intellectuellement car cela détruit l’impact bénéfique qu’elles ont sur notre esprit. Shah, ajoutent-ils, était un grand collectionneur et éditeur de ces contes et récits possédant cette qualité d’ « impact à long terme ». Il connaissait l’importance vitale pour l’humanité de leur ‘schéma mental’ et ses livres sont remplis d’exemples substantiels.
Olav Hammer remarque que durant les dernières années de Shah, quand la générosité de ses admirateurs l’avaient rendu réellement riche, et qu’il était devenu un personnage respecté dans la haute société britannique, des controverses s’élevèrent sur des divergences entre des éléments autobiographiques – mentionnant ses liens ancestraux avec le prophète Mahomet, ses affiliations avec un ordre secret soufi en Asie centrale, ou avec la tradition dans laquelle Gurdjieff a été formé – avec des faits historiquement prouvés. Alors qu’une parenté avec le prophète Mahomet était probable, le nombre de personnes partageant ce même lien de nos jours, 1300 ans plus tard, avoisine au moins le million. D’autres éléments autobiographiques de Shah semblaient être de pure fiction. Toutefois, Hammer remarquait que les livres de Shah étaient toujours demandés et qu’il avait joué « un rôle significatif pour faire connaître l’essence du soufisme comme étant la distillation d’une sagesse spirituelle non confessionnelle, individualiste et porteur d’un message de vie. »
Peter Wilson écrivit que si Shah avait été un escroc, il aurait été « extrêmement doué », car à la différence des écrivains purement commerciaux, il avait pris le temps de produire un système élaboré, avec un contenu intérieur qui attirait « un large spectre de personnalités plus ou moins éminentes », et qu’il avait provoqué et stimulé la pensée dans de nombreux domaines divers ».
Moore reconnut que Shah avait contribué à populariser un soufisme humaniste, et avait « apporté énergie et ressource à son autoglorification », mais finit par l’accablante conclusion que le soufisme de Shah était un soufisme sans autosacrifice, sans auto-transcendance, sans aspiration à la gnose, sans tradition, sans le Prophète, sans le Coran, sans l’Islam, et sans Dieu. Rien que ça. »,
L’opinion du défunt Gore Vidal sur l’œuvre de Shah était que « ces livres étaient largement plus difficiles à lire qu’ils avaient été à écrire. »

### Héritage
Idries Shah considérait que ses livres étaient son héritage ; quand il ne serait plus là, ce serait eux qui rempliraient la fonction que lui-même avait rempli. Promouvoir et distribuer les publications de leur maître a été un important« travail » ou activité pour ceux qui ont étudié avec Shah, pour collecter de l’argent et pour transformer la conscience générale. L’ICR continue d’accueillir des débats et des séminaires sur des sujets en relation avec les aspects de la nature humaine, tandis que SSS a cessé ses activités. L’ISHK (Institute of the Study of Human Knowledge), dirigé par Ornstein, est actif aux États-Unis ; après les attentats terroristes du 11 septembre, par exemple, cet institut envoya une brochure pour faire la publicité des livres sur l’Afghanistan signés de Shah 
et de son cercle de membres du Middle East Studies Association, faisant ainsi le lien entre ces publications et la nécessité d’une meilleure compréhension interculturelle.
Quand Elizabeth Hall fit une interview de Shah pour Psychology Today en juillet 1975, elle lui demanda : « Dans l’intérêt de l’humanité, que voudriez-vous voir arriver ? » Shah répliqua : « Ce que je voudrais vraiment, au cas où je serais entendu, ce serait que les résultats des recherches sur la psychologie de ces 50 dernières années soient étudiées par le public, par tout un chacun, afin que ces découvertes fassent partie de leur manière de penser (…) ils ont ce large corpus d’informations sur la psychologie et refusent de l’utiliser. »
Le frère d’Idries Shah, Omar Ali-Shah (1922-2005), était aussi un écrivain et un maître du soufisme ; les deux frères enseignèrent ensemble un temps dans les années 1960, mais en 1977 ils « se mirent d’accord sur leur désaccord » et se séparèrent. À la suite de la mort d’Idries Shah en 1996, bon nombre de ses étudiants s’affilièrent au mouvement d’Omar Ali-Shah.
L’une des filles d’Idries Shah, Saira Shah, se fit connaître en 2001 pour son reportage sur les droits des femmes en Afghanistan dans son documentaire Beneath the Veil. Son fils Tahir Shah est un écrivain-voyageur, journaliste et aventurier connu.

## Travaux

### Magie
- Oriental Magic  (ISBN 0-86304-017-9) (1956)
- The Secret Lore of Magic  (ISBN 0-8065-0004-2) (1957)

### Soufisme
- The Sufis  (ISBN 0-385-07966-4) (1964) – traduction française : Les Soufis et l'ésotérisme, Paris : Payot, 1972.
- Tales of the Dervishes  (ISBN 0-900860-47-2) (1967)
- Caravan of Dreams  (ISBN 0-86304-043-8) (1968)
- Reflections  (ISBN 0-900860-07-3) (1968)
- The Way of the Sufi  (ISBN 0-900860-80-4) (1968)
- The Book of the Book  (ISBN 0-900860-12-X) (1969)
- Wisdom of the Idiots  (ISBN 0-86304-046-2) (1969)
- The Dermis Probe  (ISBN 0-86304-045-4) (1970) – traduction française : Contes et récits soufis, Paris : Desclée de Brouwer, 2019.
- Thinkers of the East – Studies in Experientialism  (ISBN 0-900860-46-4) (1971)
- The Magic Monastery  (ISBN 0-86304-058-6) (1972)
- The Elephant in the Dark|The Elephant in the Dark – Christianity, Islam and The Sufis  (ISBN 0-900860-36-7) (1974)
- A Veiled Gazelle – Seeing How to See  (ISBN 0-900860-58-8) (1977)
- Neglected Aspects of Sufi Study  (ISBN 0-900860-56-1) (1977)
- Special Illumination: The Sufi Use of Humour  (ISBN 0-900860-57-X) (1977)
- A Perfumed Scorpion  (ISBN 0-900860-62-6) (1978)
- Learning How to Learn: Psychology and Spirituality in the Sufi Way  (ISBN 0-900860-59-6) (1978)
- The Hundred Tales of Wisdom  (ISBN 0-86304-049-7) (1978)
- Evenings with Idries Shah  (ISBN 0-86304-008-X) (1981)
- Letters and Lectures of Idries Shah  (ISBN 0-86304-010-1) (1981)
- Observations  (ISBN 0-86304-013-6) (1982)
- Seeker After Truth  (ISBN 0-900860-91-X) (1982)
- Sufi Thought and Action  (ISBN 0-86304-051-9) (1990)
- The Commanding Self  (ISBN 0-86304-066-7) (1994)
- Knowing How to Know  (ISBN 0-86304-072-1) (1998)

#### Recueils d’histoires du Mulla Nasrudin
- The Exploits of the Incomparable Mulla Nasrudin  (ISBN 0-86304-022-5) (1966)
- The Pleasantries of the Incredible Mullah Nasrudin  (ISBN 0-86304-023-3) (1968)
- The Subtleties of the Inimitable Mulla Nasrudin  (ISBN 0-86304-021-7) (1973)
- The World of Nasrudin  (ISBN 0-86304-086-1) (2003)

### Études de l’Anglais
- Darkest England  (ISBN 0-86304-039-X) (1987)
- The Natives are Restless  (ISBN 0-86304-044-6) (1988)
- The Englishman's Handbook  (ISBN 0-86304-077-2) (2000)

### Voyage
- Destination Mecca  (ISBN 0-900860-03-0) (1957)

### Fiction
- Kara Kush, London: William Collins Sons and Co., Ltd..  (ISBN 0-685-55787-1) (1986)

### Folklore
- World Tales  (ISBN 0-86304-036-5) (1979)

### Pour les enfants
- Neem the Half-Boy  (ISBN 1-883536-10-3) (1998)
- The Farmer’s Wife  (ISBN 1-883536-07-3) (1998)
- The Lion Who Saw Himself in the Water  (ISBN 1-883536-25-1) (1998)
- The Boy Without A Name  (ISBN 1-883536-20-0) (2000)
- The Clever Boy and the Terrible Dangerous Animal  (ISBN 1-883536-51-0) (2000)
- The Magic Horse  (ISBN 1-883536-26-X) (2001)
- The Man With Bad Manners  (ISBN 1-883536-30-8) (2003)
- The Old Woman and The Eagle  (ISBN 1-883536-27-8) (2005)
- The Silly Chicken  (ISBN 1-883536-50-2) (2005)
- Fatima the Spinner and the Tent  (ISBN 1-883536-42-1) (2006)
- The Man and the Fox  (ISBN 1-883536-43-X) (2006)

### Sous le nom d’Arkon Daraul
- A History of Secret Societies  (ISBN 0-8065-0857-4) (1961)[2]
- Witches and Sorcerers  (ISBN 0-8065-0267-3)[2] (1962)

### Entretiens audio, séminaires et conférences
- Shah, Idries, and Pat Williams. A Framework for New Knowledge. London: Seminar Cassettes, 1973. Sound recording.
- Shah, Idries. Questions and Answers. London: Seminar Cassettes, 1973. Sound recording.
- King, Alexander, Idries Shah, and Aurelio Peccei. The World-and Men. Seminar Cassettes, 1972. Sound recording.
- King, Alexander, et. al. Technology: The Two-Edged Sword. London: Seminar Cassettes, 1972. Sound recording.
- Learning From Stories (1976 Lecture)  (ISBN 1-883536-03-0) (1997)
- On the Nature of Sufi Knowledge (1976 Lecture)  (ISBN 1-883536-04-9) (1997)
- An Advanced Psychology of the East (1977 Lecture)  (ISBN 1-883536-02-2) (1997)
- Overcoming Assumptions that Inhibit Spiritual Development; précédemment intitulé A Psychology of the East (1976 Lecture)  (ISBN 1-883536-23-5) (2000)